# Oglianico
Oglianico (Ojani in piemontese)  è un comune italiano di 1 427 abitanti della città metropolitana di Torino in Piemonte.

## Storia
Oglianico è un comune canavesano di probabile origine celtica, la cui onomastica potrebbe derivare da Uliaco, in seguito Ulianico. Altra teoria ne fa derivare il nome dal gentilizio romano Ulius, da cui fundus ullianus, che successivamente dà luogo a Ulianicus.
Le prime notizie certe risalgono al secolo XII e precisamente al 1110, quando l'imperatore Enrico IV, nel confermare numerosi feudi ai suoi fratelli, Guido e Ottone, conti del Canavese, nominò anche Oglianico. Per tutto il Medioevo, le sorti di Oglianico furono legate a quelle del vicino borgo di Rivarolo, sede di castellania sabauda dalla quale dipendeva; mentre Favria, confinante, soggiaceva all'influenza dei Marchesi di Monferrato.
Le contese fra i signori canavesani, i Conti di Valperga e di San Martino, per il possesso del territorio, rispecchiavano le antiche lotte tra guelfi e ghibellini.
Il borgo di Oglianico si trovava in strategica posizione di transito e di confine, causa di continue guerre. La necessità di difendere la popolazione, raccolti e bestiame, indusse gli abitanti di Oglianico a costruire uno dei più importanti ricetti del Canavese protetto da una imponente torre-porta, tipico esempio di torre medioevale a tre lati, con il quarto lato aperto verso l'interno. È una torre tanto ben conservata e significativa dal punto di vista architettonico da essere fedelmente riprodotta da Alfredo D'Andrade nel Borgo Medioevale del Valentino a Torino, in occasione dell'Esposizione Generale Italiana del 1884.
Il legame e la fedeltà dimostrata da Oglianico nei confronti della signoria sabauda trovarono riconoscimento nel diritto a legiferare in forma autonoma. Risalgono al 1352 i primi statuti - Statuta Comunitatis et Hominum Loci Oglianici- poi confermati da Ibleto di Challant, Capitano generale del Piemonte, nel 1372.
Da allora, la storia di Oglianico seguì le sorti della dinastia sabauda e dei suoi feudatari fino alla conquista della piena autonomia comunale.

## Monumenti e luoghi d'interesse
1. Cappella di Santo Spirito ed Evasio - Cappella affrescata
2. Parrocchiale della Santissima Annunziata e San Cassiano[4] - Chiesa
3. Ricetto - Borgo fortificato
4. La Torre Porta - Borgo fortificato
5. Villa Fresia - Villa secentesca

Tra gli affreschi si segnalano:
- Ostensione della Sindone
- Madonna col Bambino e Santi
- Stemmi sabaudi e Ostensione della Sindone
- Madonna col Bambino, stemmi e Santo patrono

## Società

### Evoluzione demografica
Abitanti censiti

## Eventi e Manifestazioni
- Dal 1º alla seconda domenica di Maggio: “Calendimaggio – Idi di Maggio” (Rievocazione Storica Medievale)
- Seconda domenica di Giugno: “Festa Patronale di San Feliciano”
- Settembre: “Sotto la Torre” (incontri di teatro e musica)
- Prima domenica di Settembre: “Tuttinbici” (Biciclettata non competitiva organizzata dalla sezione AVIS locale)

## Amministrazione
Di seguito è presentata una tabella relativa alle amministrazioni che si sono succedute in questo comune.
| Periodo        | Periodo        | Primo cittadino           | Partito                                    | Carica  | Note  |
| -------------- | -------------- | ------------------------- | ------------------------------------------ | ------- | ----- |
| 12 giugno 1985 | 25 maggio 1990 | Giuseppe Vacha            | Democrazia Cristiana                       | Sindaco | [ 6 ] |
| 25 maggio 1990 | 24 aprile 1995 | Giuseppe Vacha            | Democrazia Cristiana                       | Sindaco | [ 6 ] |
| 24 aprile 1995 | 14 giugno 1999 | Mario Vaccarone           | -                                          | Sindaco | [ 6 ] |
| 14 giugno 1999 | 14 giugno 2004 | Mario Vaccarone           | sinistra                                   | Sindaco | [ 6 ] |
| 14 giugno 2004 | 8 giugno 2009  | Onorino Nardino Freddi    | lista civica                               | Sindaco | [ 6 ] |
| 8 giugno 2009  | 26 maggio 2014 | Onorino Nardino Freddi    | lista civica                               | Sindaco | [ 6 ] |
| 26 maggio 2014 | 27 maggio 2019 | Leonardo Vacca            | lista civica Uniti per Oglianico           | Sindaco | [ 6 ] |
| 27 maggio 2019 | 9 Giugno 2024  | Monica Maria Bianca Vacha | lista civica Oglianico insieme             | Sindaco | [ 6 ] |
| 9 Giugno 2024  | in carica      | Domenico Lorenzo Rolando  | lista civica Oglianico il paese che vorrei | Sindaco | [ 6 ] |

## Galleria d'immagini

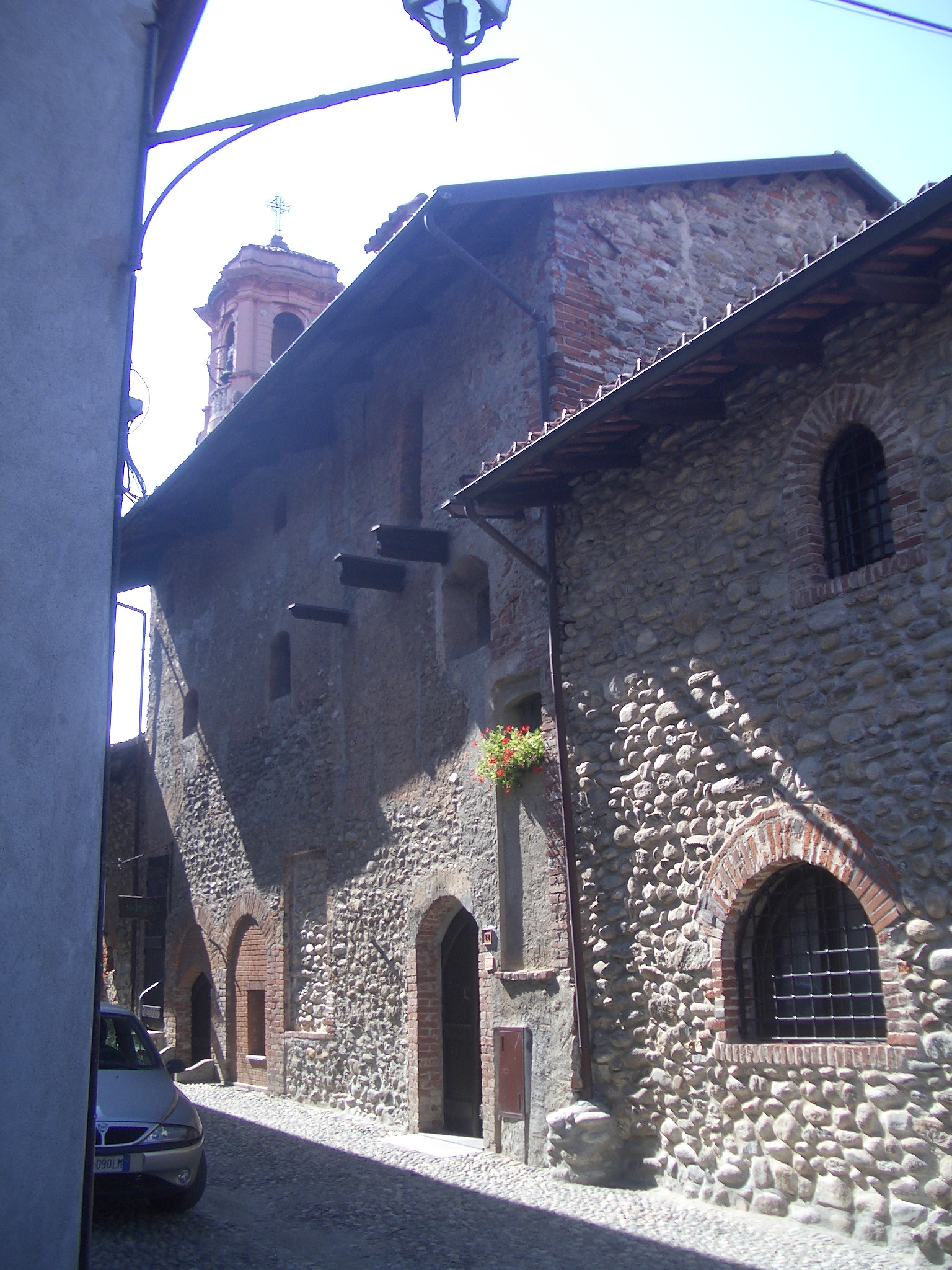
Immagine del ricetto
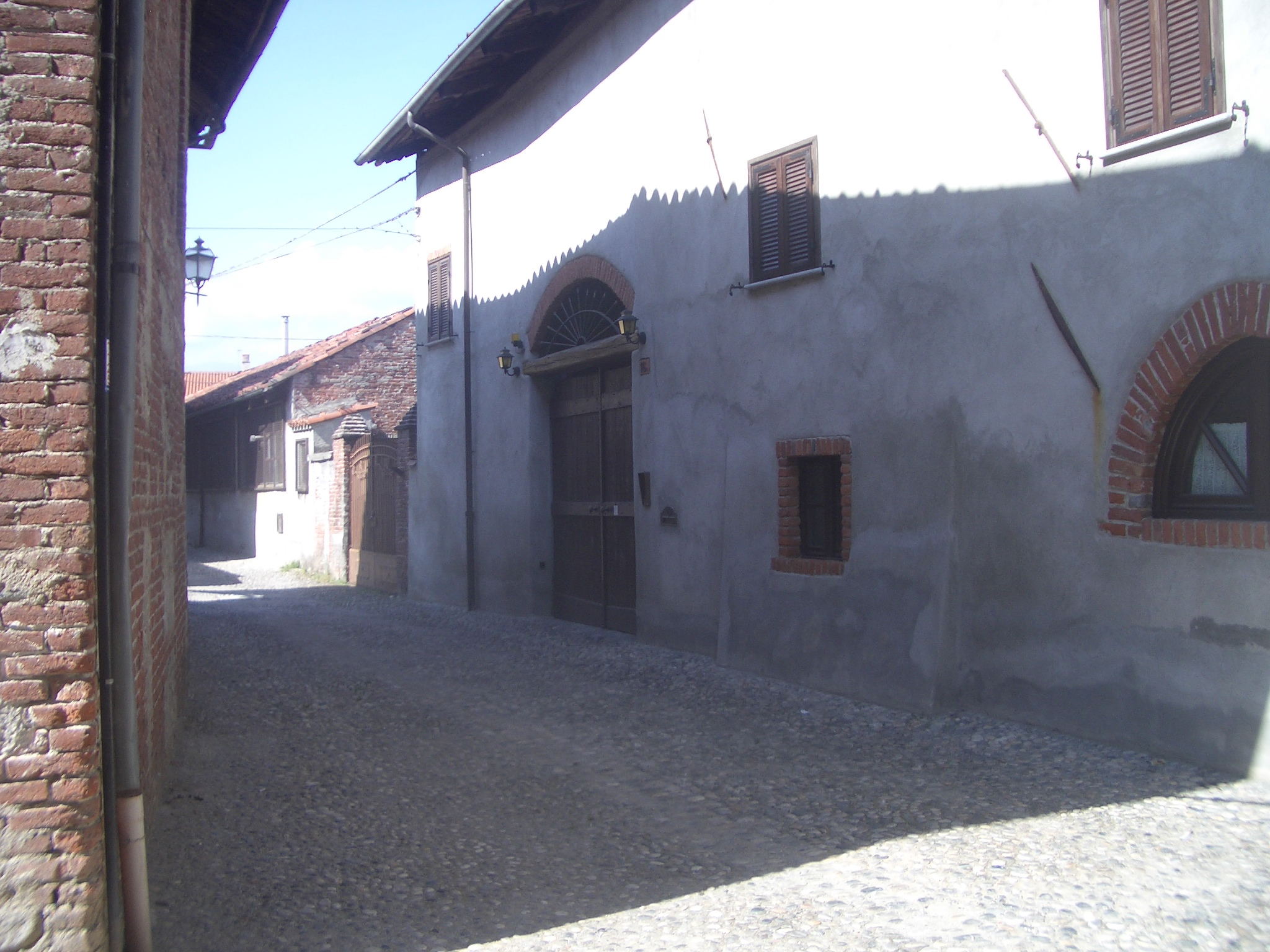
Immagine del ricetto
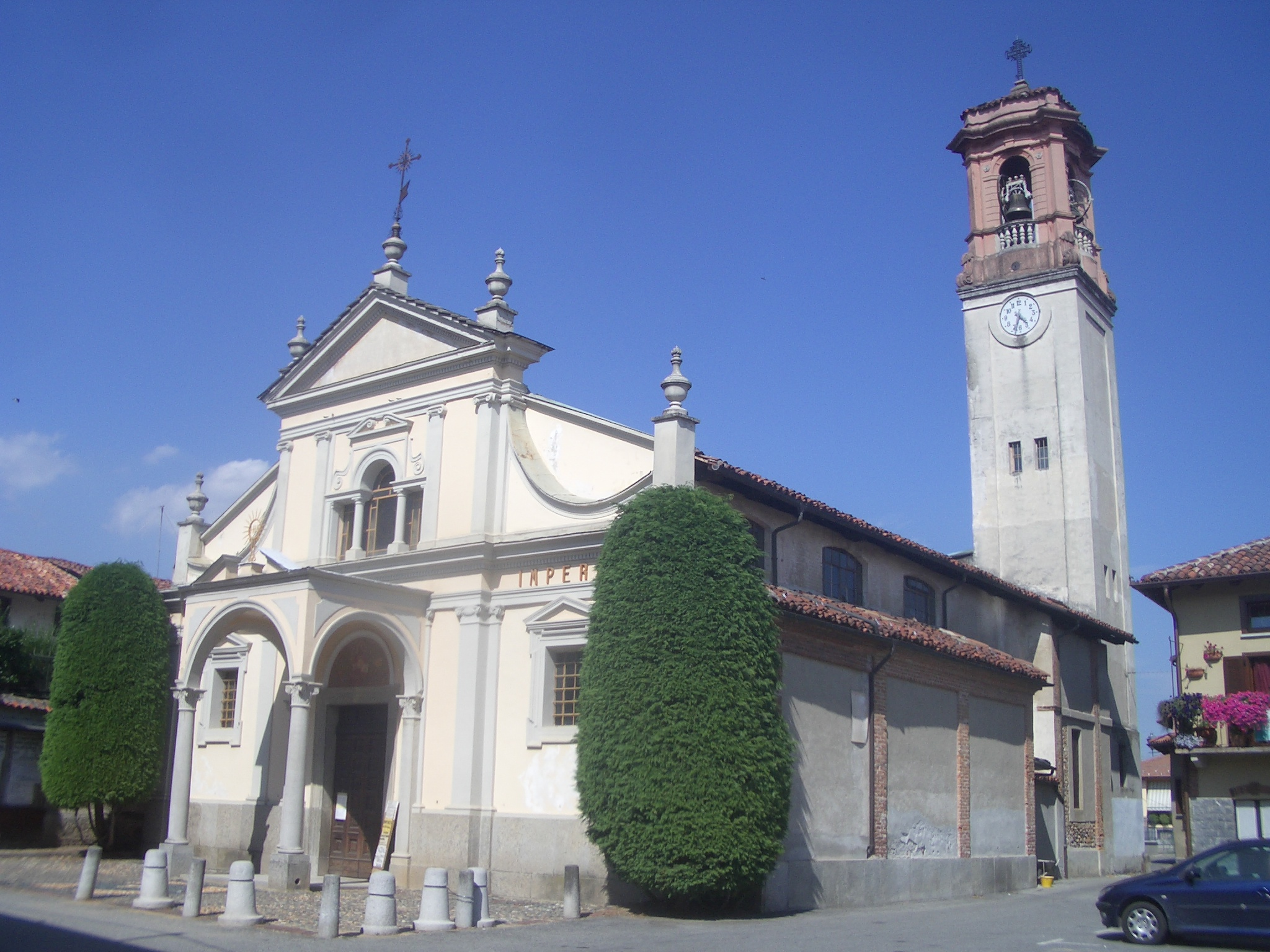
La parrocchiale dedicata alla Vergine Maria Annunziata
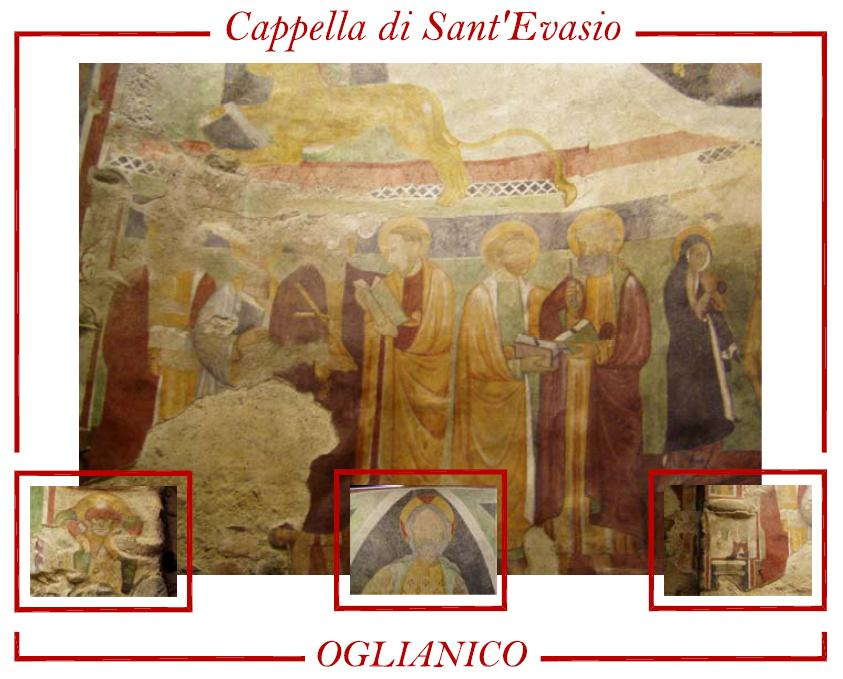
La Cappella di S.Spirito ed Evasio
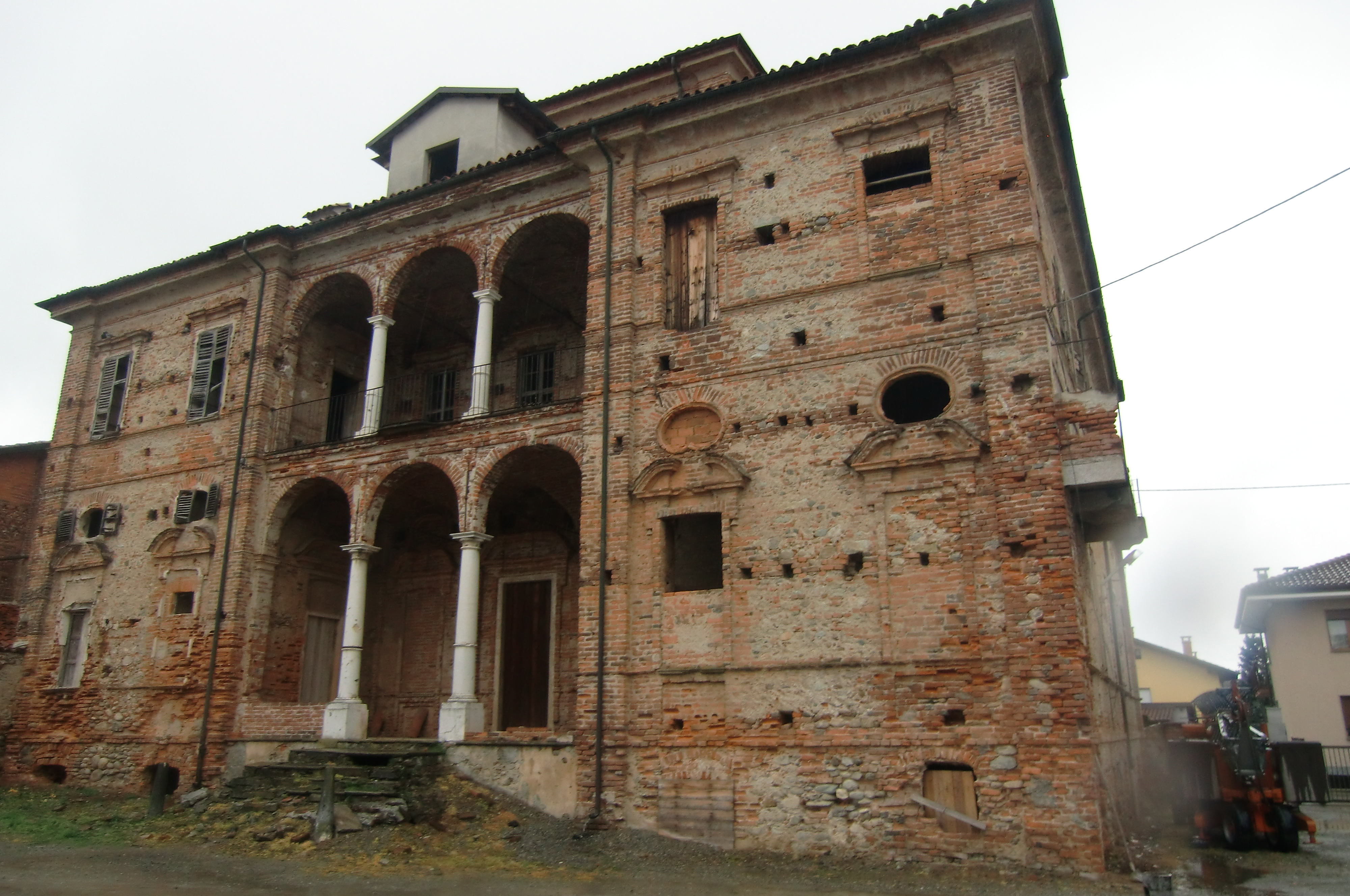
Villa Fresia (attribuita ad Amedeo di Castellamonte)